# 京阪700形電車 (3代)
京阪700形電車（けいはん700がたでんしゃ）は、京阪電気鉄道が所有する大津線と呼ばれる路線網を走る電車（路面電車車両）の1形式。1992年の登場当初は京都府・滋賀県にまたがる京津線でも使用されたが、1997年以降は滋賀県を走る石山坂本線で運用に就く。

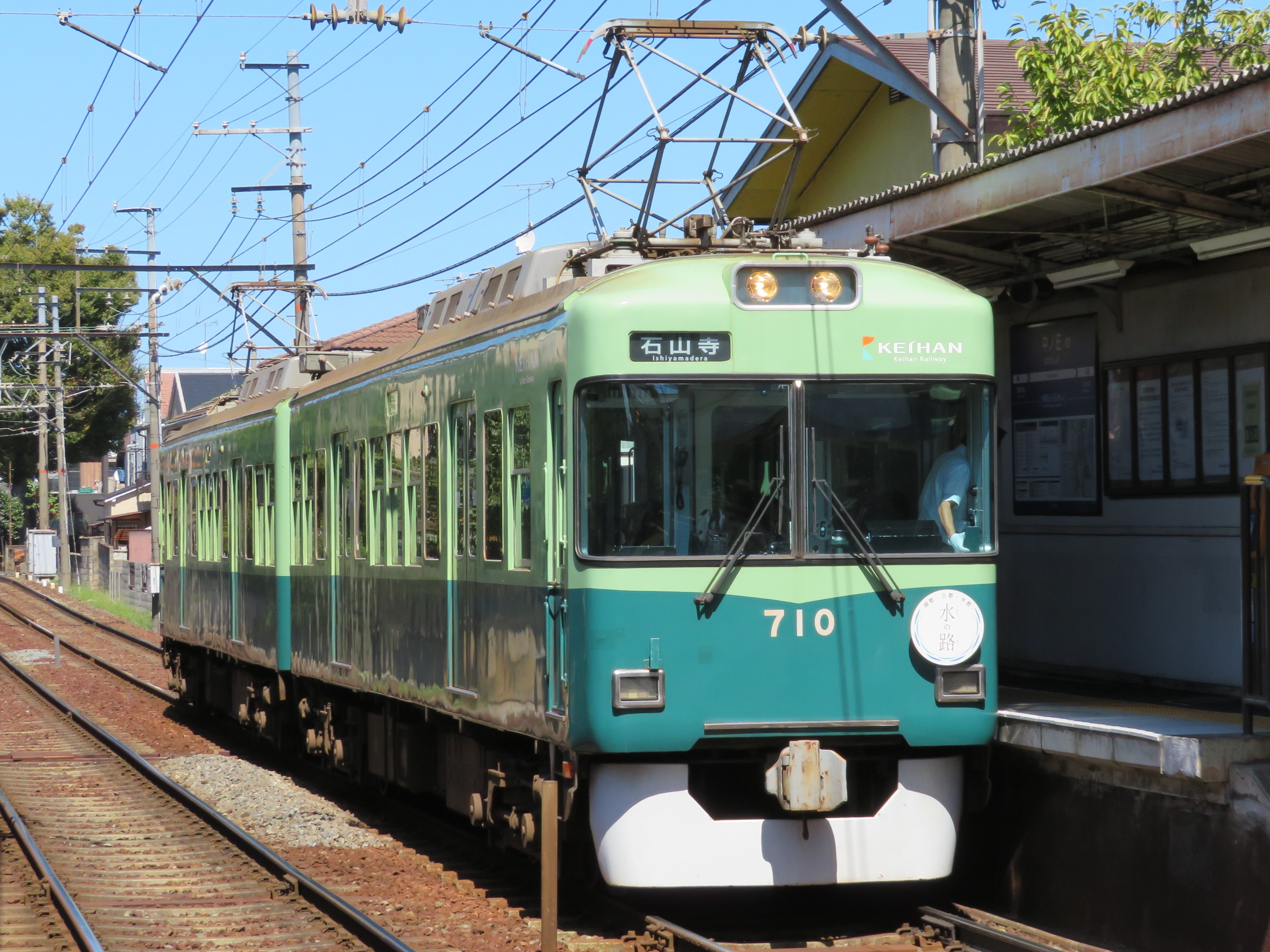
700形 旧塗装

## 導入までの経緯
京阪大津線（京津線、石山坂本線）初の冷房車として導入された600形は1988年までに20両（2両編成10本）が製造され、京津線で使用されていた80形についても1989年から1990年にかけて冷房化工事が実施されたことで、大津線に残る非冷房車は260形、350形、500形の計27両となっていた。その中でも350形は性能上急勾配が存在する京津線を旅客列車として走行することができず、効率的な車両運用に支障をきたしていた。
一方、長年検討されていた京津線から京都市営地下鉄東西線への直通運転に関する車両規格が1990年に決定し、京津線の車両規格の大型化に併せて石山坂本線を含んだ大津線全体の架線電圧をそれまでの600 Vから1,500 Vへ昇圧することとなった。それに伴い、600形の増備車としての導入が予定されていた車両の計画を変更し、昇圧に備えた最新機器を備えた複電圧車として1992年以降大津線の錦織工場での製造が実施された。これが700形である。
形式の「700」という番号については、1928年に1580型として登場後翌1929年に700型と形式名を改めた初代、旧型車両の機器を流用して1968年から1970年に製造された2代目が存在しており、この大津線向けの700形は3代目にあたる。

## 車体・車内
260形や300形の車体を流用した500形や600形同様、両側に2箇所の両開き扉を有する700形の車体は非冷房車の350形4両と500形6両（全車）から改造されたものである。そのため車体そのものは1967年から1968年に作られたものだが、車歴上は「改造」ではなく「新造」という扱いになっている。検査や車両運用の都合上、先に完成したのは350形の車体を用いた4両（701 + 702・703 + 704）である。
前面形状は600形2次車以降と同様の非貫通式固定窓に中央部で分割する2枚の曲線ガラス（パノラミックウィンドウ）が採用され、前面窓周りは600形2次車以降と同一部品が使用されているが、京阪線向け7000系を基にデザインが変更され、乗務員室の拡大のため前面の傾斜がなくなったほか、窓枠の色も黒となっている。前照灯の形状もケーシングタイプとなり、スカートに囲まれた連結器上部の台枠補強板にはステンレスのアクセントが入っている。連結面についても600形から変わり、上部が張り上げ構造となった折妻構造に改められている。
車内は600形同様全席ロングシートであるが、座席や化粧板など車内空間の色調は明るめのものに変更しており明るさと清潔感の調和を図っている。1992年11月に製造された705 + 706以降の車両は京阪電気鉄道の所有車両で初めて車椅子スペースが設置され、それ以前に製造された4両についても後に改造により設置が行われている。ほかにも運転台には車椅子渡り板が搭載されており、バリアフリーに対応した車両となっている。

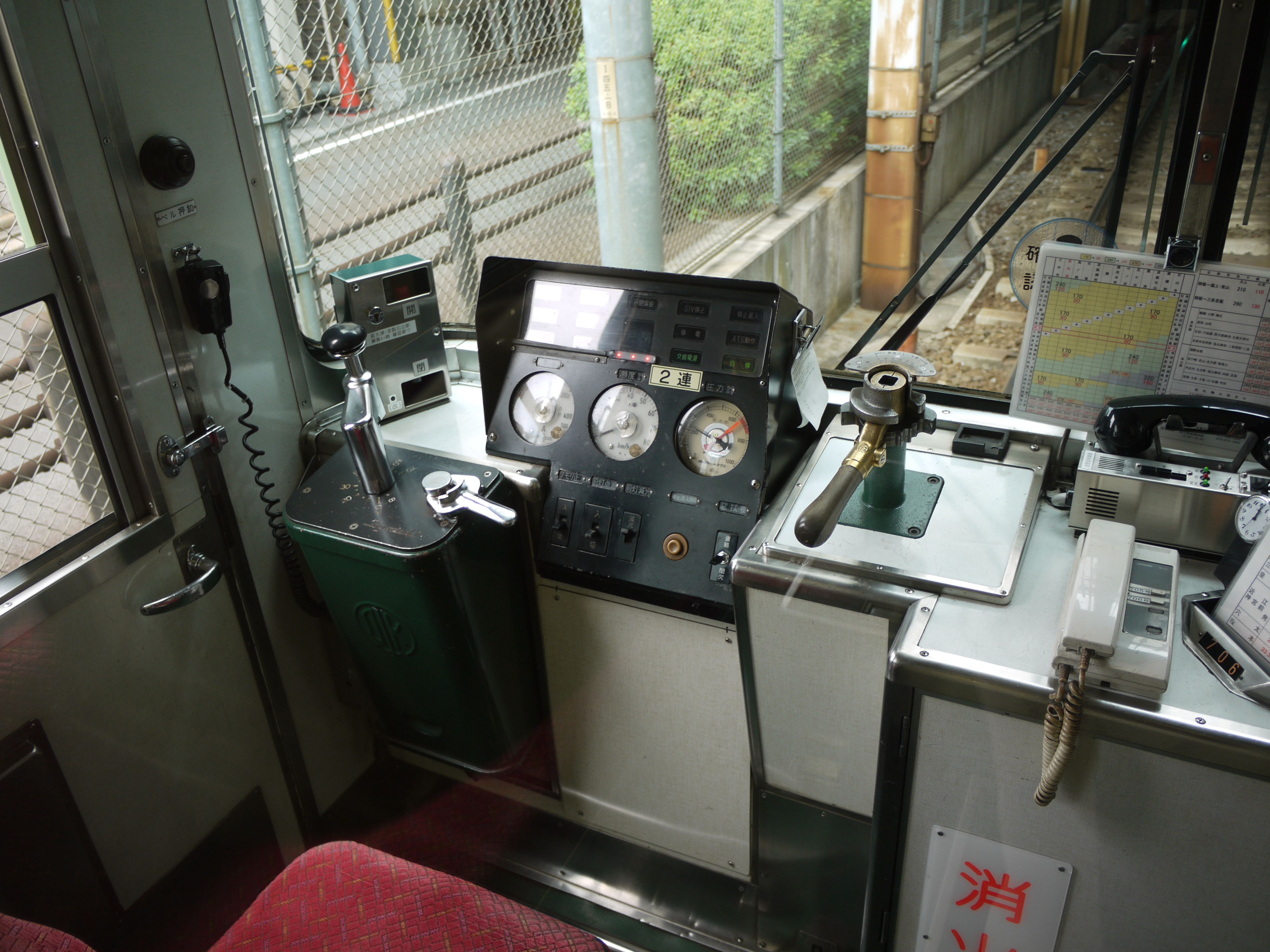
運転台

## 主要機器・台車
回生ブレーキや定速制御を行う関係から主電動機は600形から引き続き直流複巻電動機を用いるが、1,500 Vへの昇圧を見据えて定格出力を70 kWに向上させており、導入当時700形は大津線全体で最も出力の大きい車両となった。2基の電動機が搭載されている台車は600形と同様の側梁緩衝ゴム方式の空気ばね台車である。駆動装置はTD平行カルダン駆動方式を採用し、主電動機の特性に合わせ600形から歯車比の数値が上がっている。
制御装置（ACRF-M870-793A）は2両分の電動機8基を一括制御するもので、分巻界磁位相制御を用いて定速運転を実施する。運転台からの速度制御はマスター・コントローラによって行われ、20 km/hから70 km/hまで5 km/h刻みに計11ノッチの定速ノッチが設定されている。また、偶数番号の車両（Mc2）には昇圧に備え逆転器の取り付けや絶縁向上などの準備が施されている。
この昇圧への準備に絡み、補助電源装置（SIV）は600形のブースター方式から様々な電圧に対応可能な昇降圧チョッパ方式に変更されている。回路の中にあるブースター部分が昇降圧チョッパに置き換わったもので、300 Vから1,800 Vまでの架線電圧に対応しており、架線から入力された電圧を1,200 Vに一定化した上でインバータを介して照明や空調装置などに用いられる三相交流や単相交流に変換することができる。これにより昇圧に伴う回路変更の必要がなくなったほか、半導体数の削減や装置全体の小型化などの効果がもたらされている。
制動装置については、600形までの大津線の車両では標準的に非常弁付き直通空気ブレーキ（SME）が用いられていたが、700形では制動の性能向上やメンテナンスの簡素化を図るため全電気指令式電磁直通ブレーキ（HRD-1）に変更されている。更に応荷重装置を装着することで運転保安度が向上している。また保安ブレーキとして直通予備ブレーキも併せて搭載されている。奇数番号（Mc1）の車両に設置されているコンプレッサーに関しても、それまで大津線の全車両で使用されていた直流電動機駆動のDH-25から、交流電動機駆動式のものに改められている。
屋根上には空調装置があり、より空調効果を高めるためクーラーやダクトの配置変更、車内の送風用ラインデリア増設などの改良が実施されているほか、カバーの形状は一体型に改められている。ヒーターは座席下に設置されている。

## 運用・改造工事

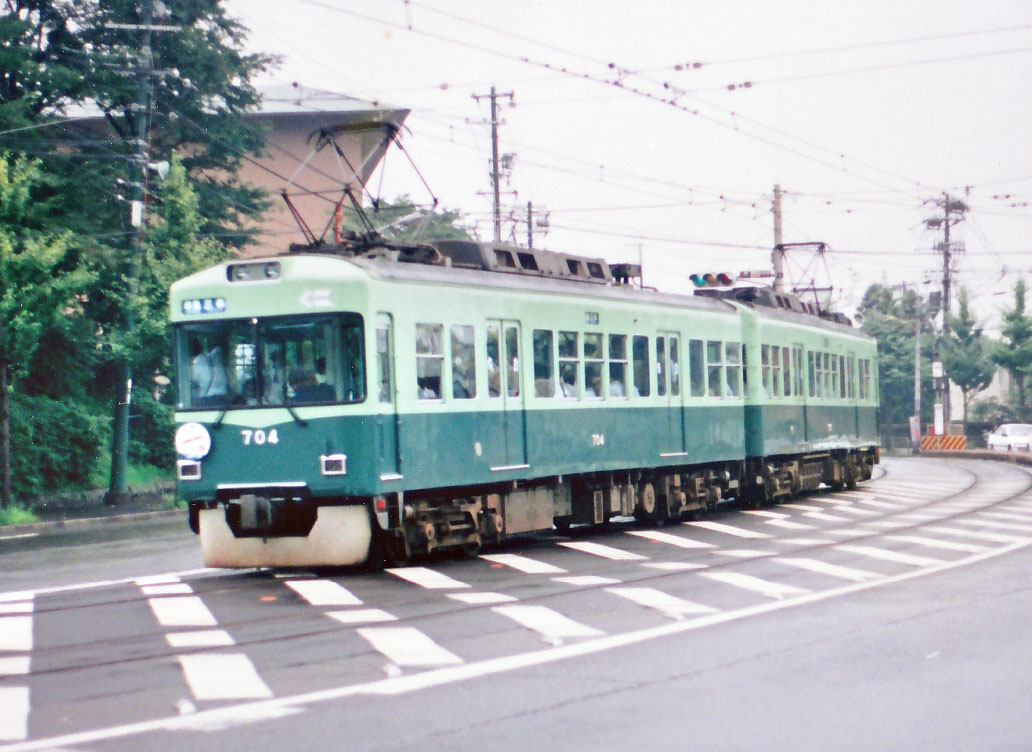
地上時代の蹴上駅を通過する700形

1992年5月1日から営業運転を開始し、翌1993年5月27日までに10両（2両編成5本）が製造された。これにより同年当時大津線に在籍していた全45両のうち30両が冷房車となり、残された非冷房車は朝夕ラッシュ時の運用となった。当初は京津線の準急にも使用されたが、1997年10月12日の京津線の部分廃止および京都市営地下鉄東西線への直通運転開始に伴い、それ以降の定期運用は石山坂本線でのみ行われている。また、同年の深夜に行われた試運転を経て、前日の10月11日には600形と共に錦織車庫で昇圧工事が行われている。
2003年のワンマン化対応工事を経て、2019年現在も10両全車が在籍している。

## 塗装変更

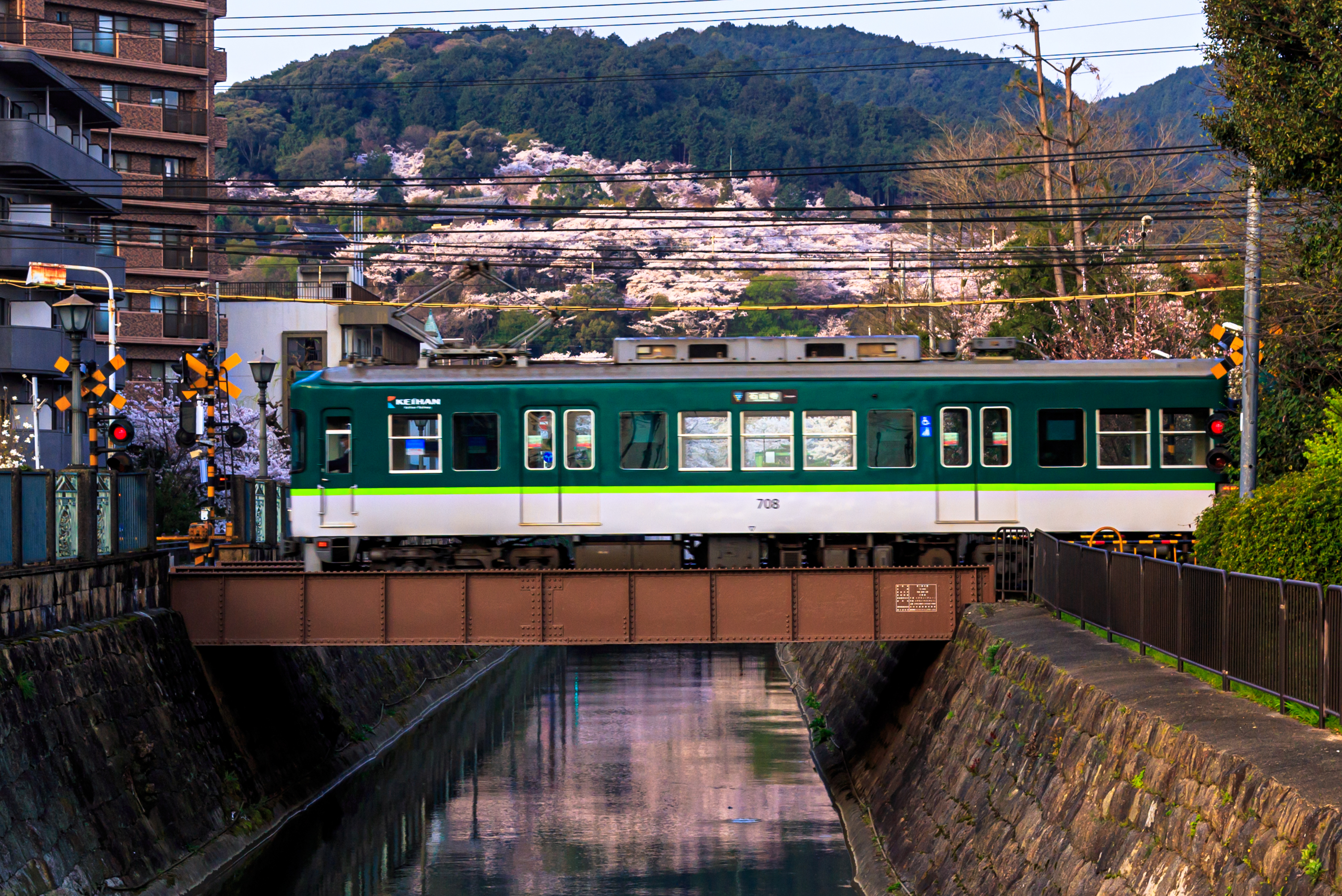
新標準塗装　(2018年撮影)

塗装については、1992年の導入当初は車体上半分が若草色（ライトグリーン）、下半分が青緑色（ダークグリーン）という当時の一般車塗装であったが、本線系統とのイメージ統一のため2017年6月から新塗装への塗り替えが行われ、旧塗装での運行は2021年2月1日に終了した。
ラッピング車両・特別塗装車両として使用される機会も多く、701 + 702は、2016年9月24日から2020年3月3日まで、営業開始55周年を迎えた80形の復刻塗装が施されて運行された。

特別塗装・ラッピング塗装
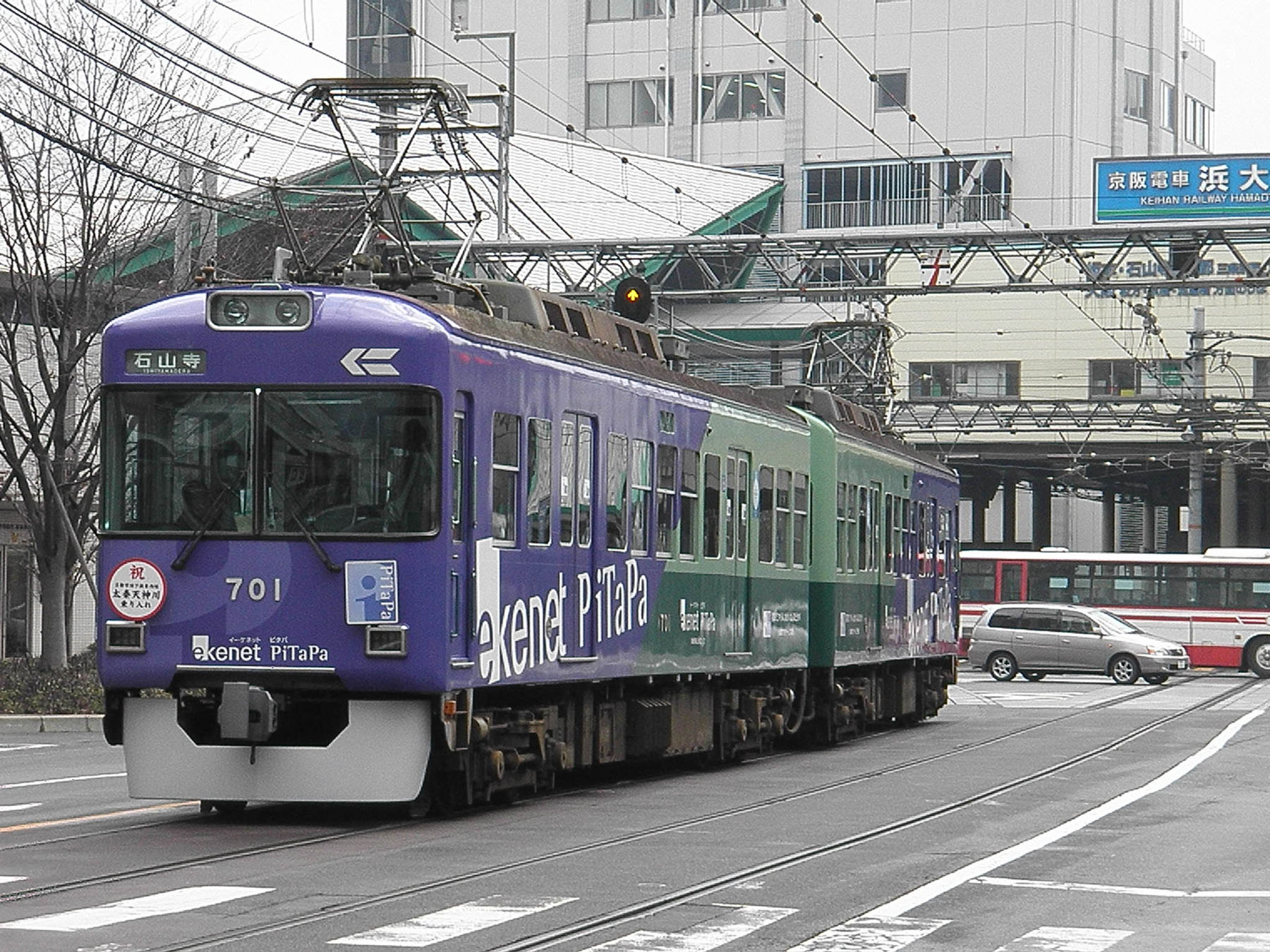
ekenet PiTaPa（2008年撮影）
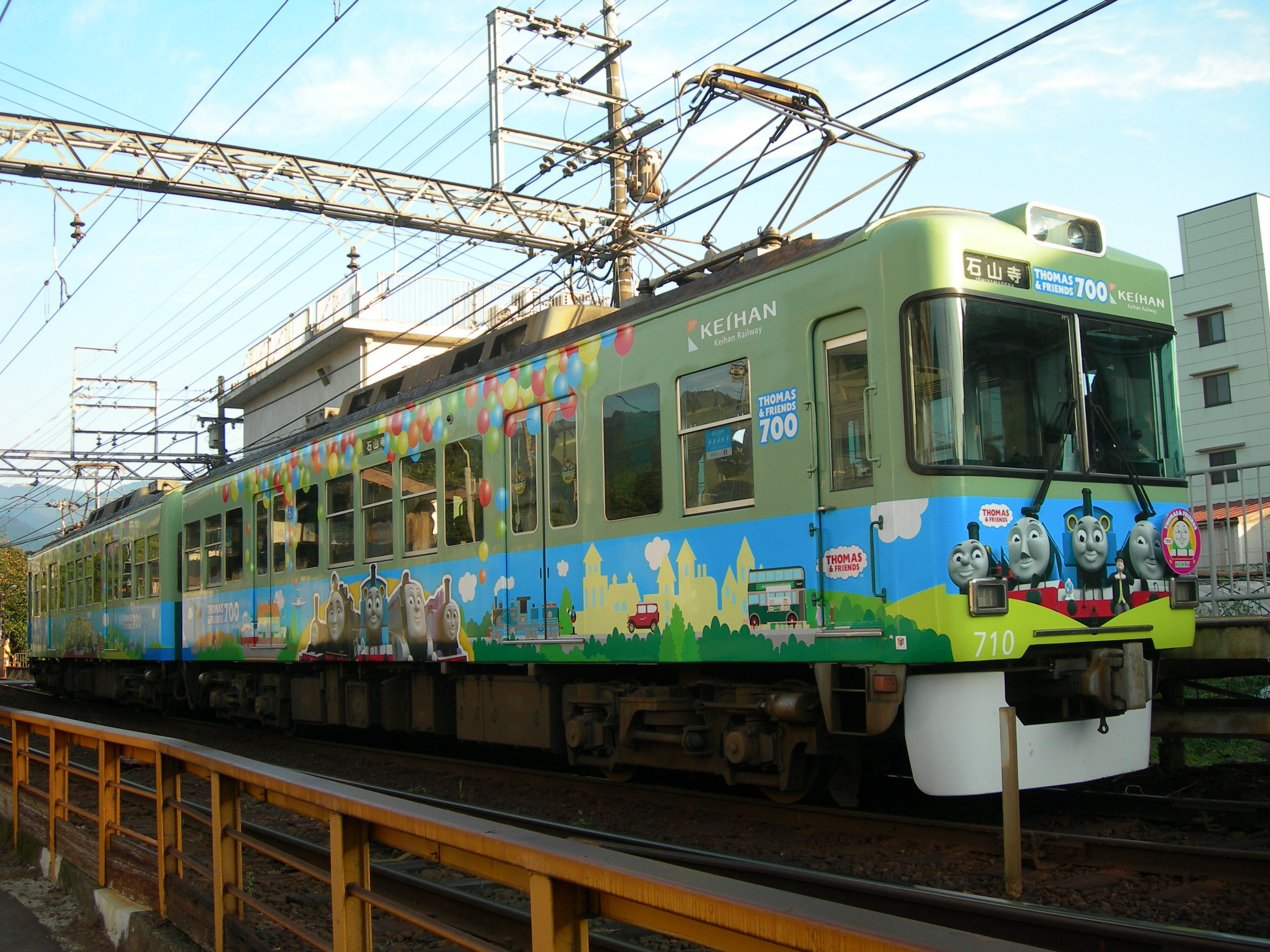
きかんしゃトーマス（2011年撮影）
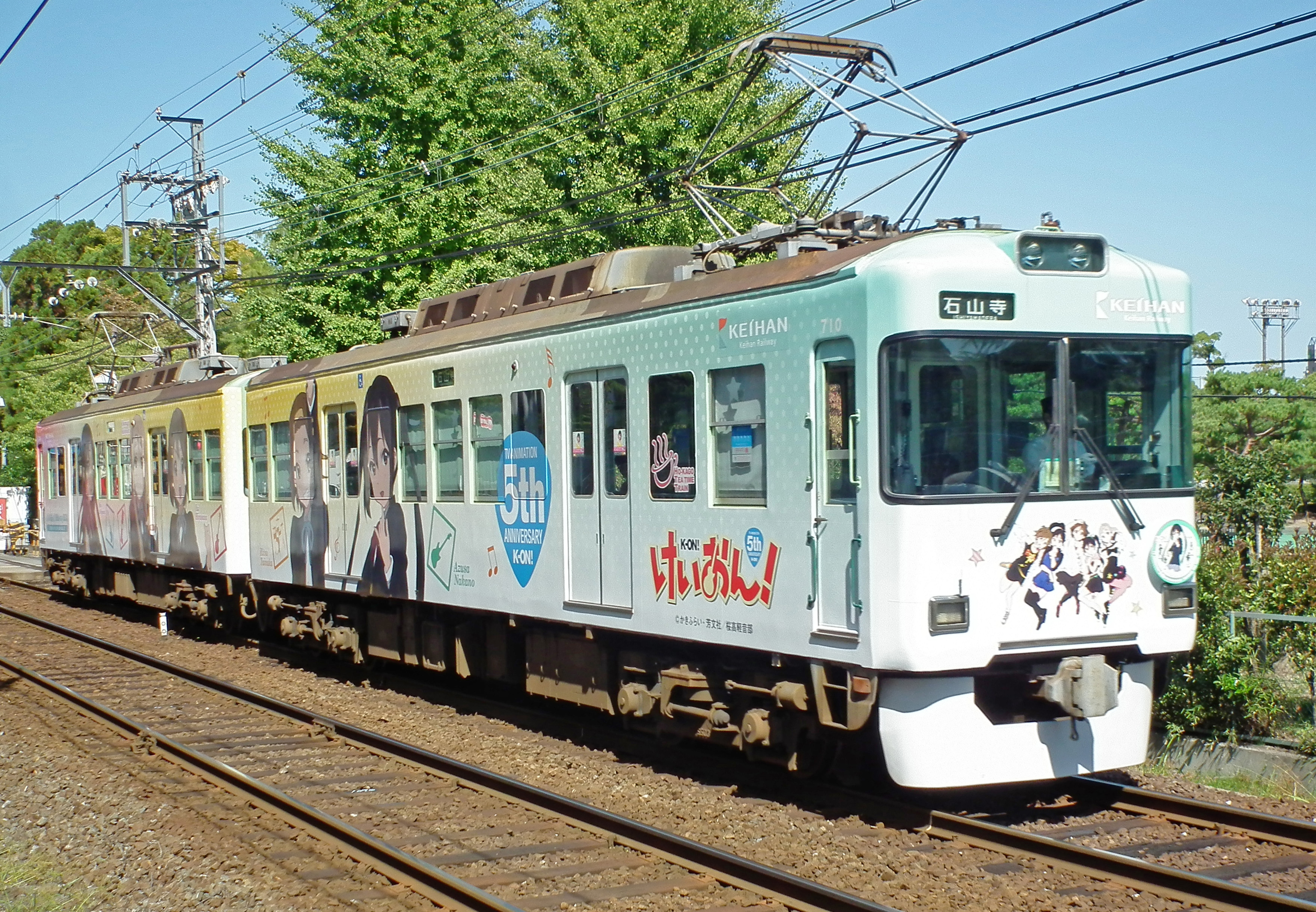
けいおん！5th（2014年撮影）
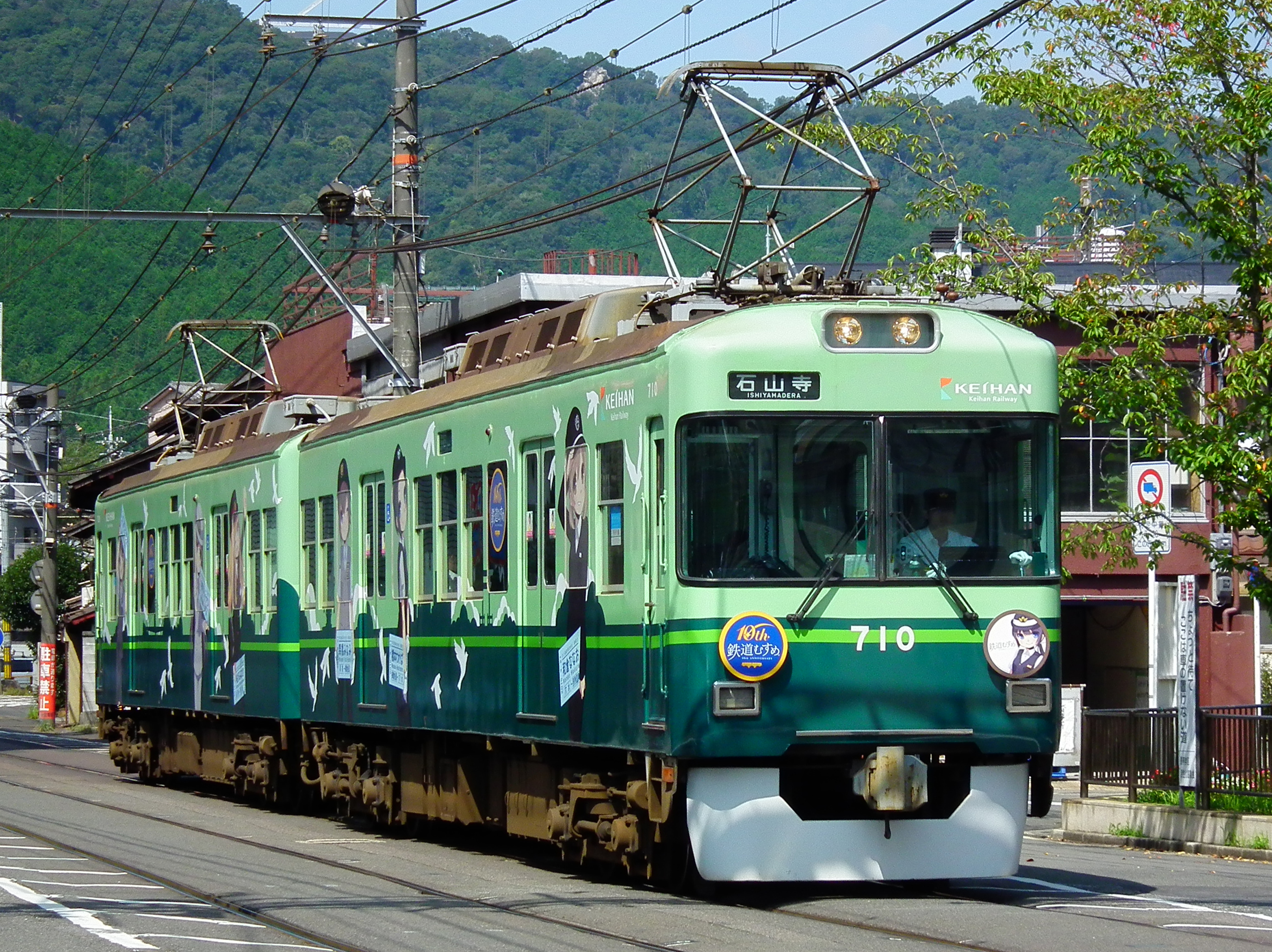
全国“鉄道むすめ”巡り2015（2015年撮影）
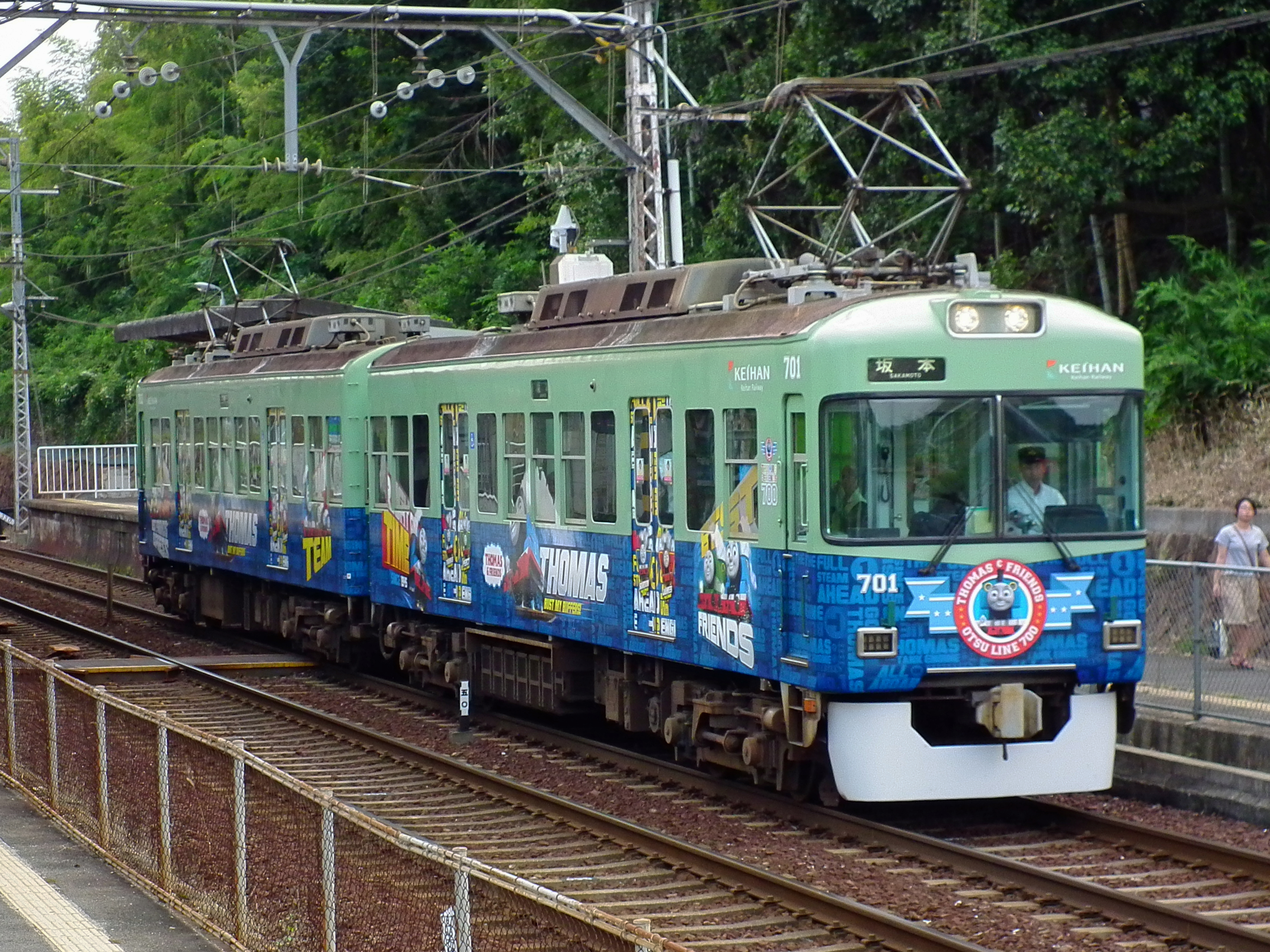
きかんしゃトーマス2015（2015年撮影）
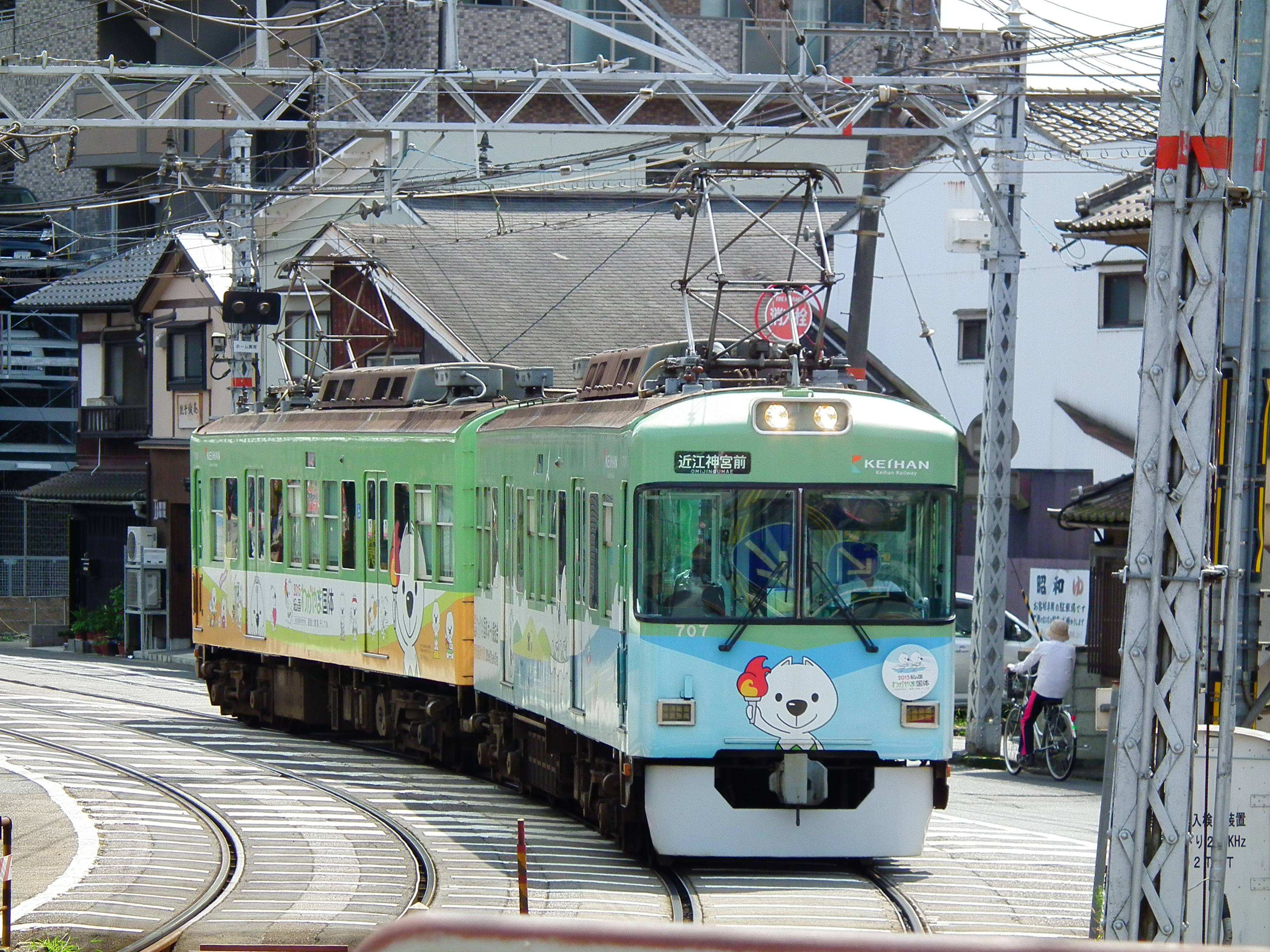
和歌山国体「きいちゃん」号（2015年撮影）
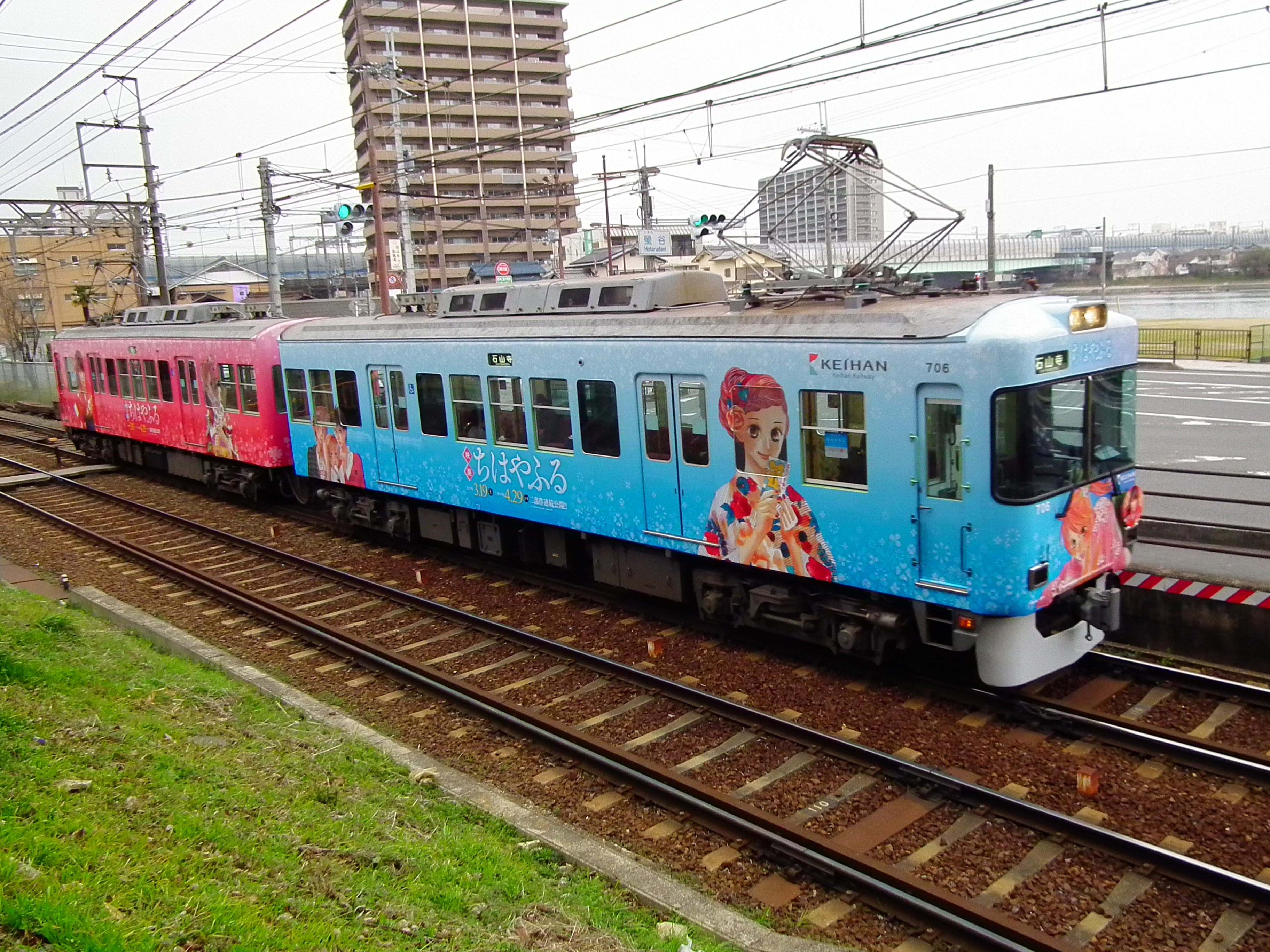
ちはやふる（2016年撮影）
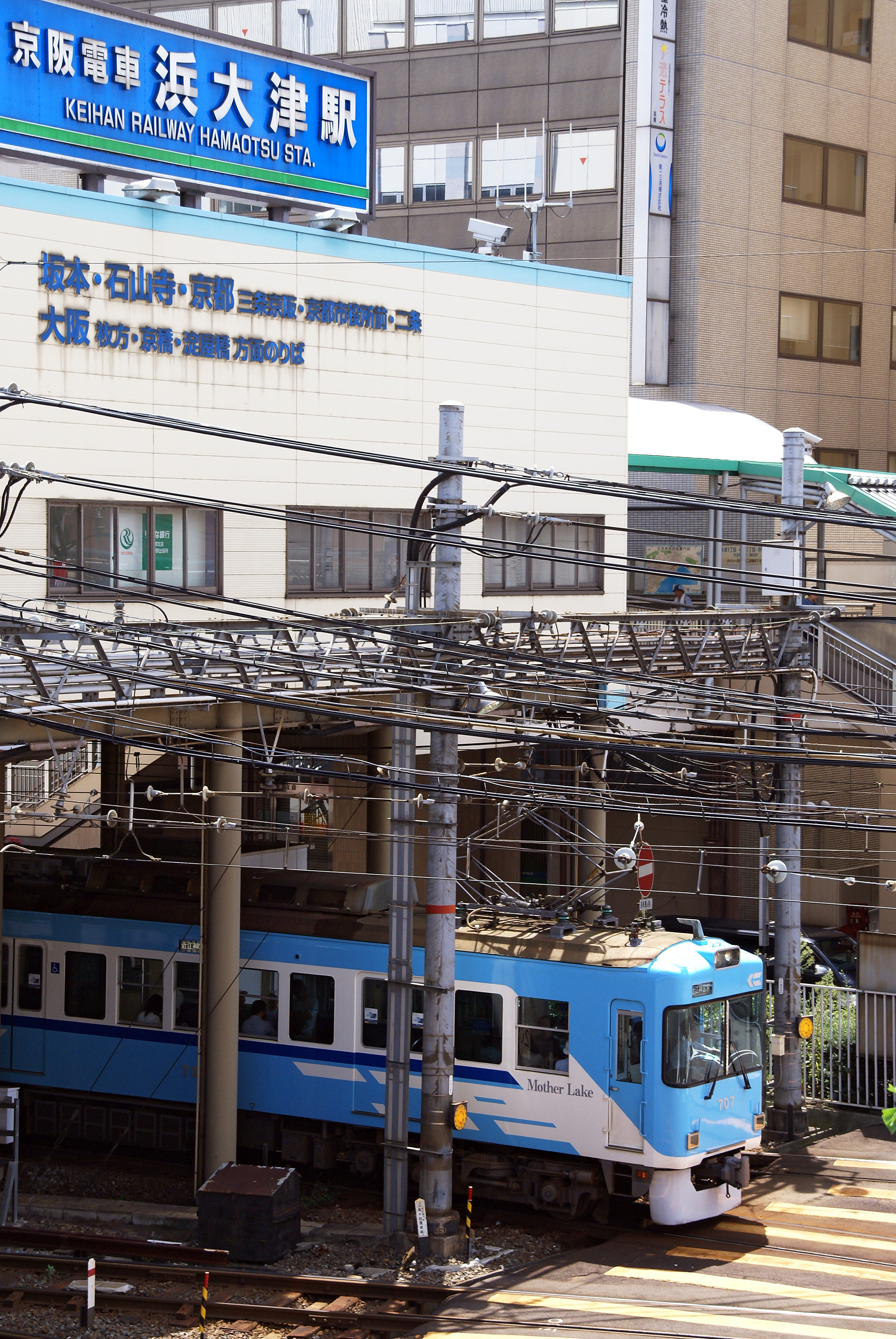
デザイナーの今北紘一が手掛けた"MOTHER LAKE"号（2007年撮影）
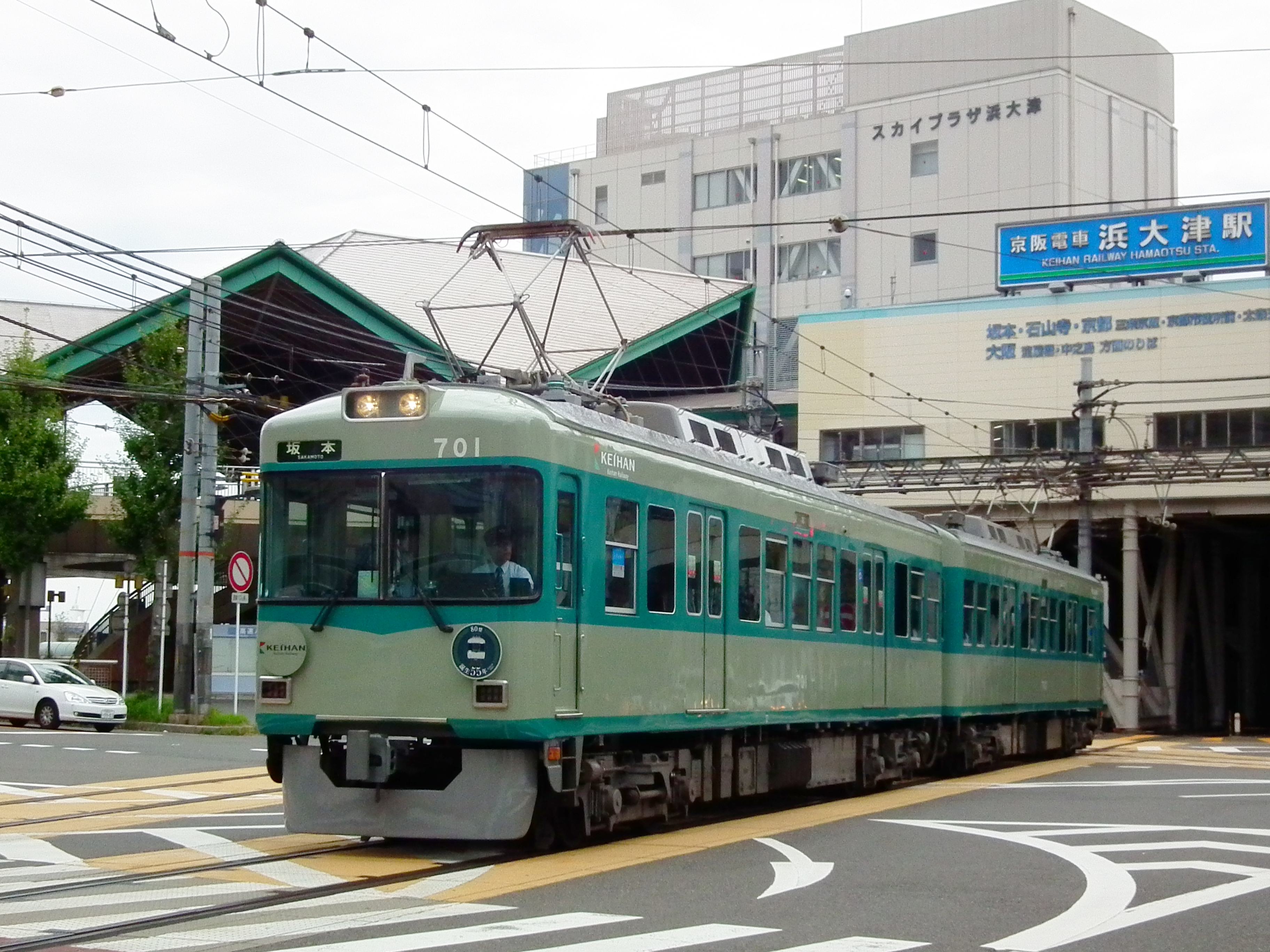
80形復刻塗装（2016年撮影）

## 車歴・編成
| 京阪700形                                    |             |                |            |            |
| ← 京津三条 坂本比叡山口びわ湖浜大津 石山寺 → |             |                |            |            |
| 形式                                         | 形式        | 竣工日         | 車体流用元 | 車体流用元 |
| 700形 (Mc1)                                  | 700形 (Mc2) | 竣工日         | 形式       | 番号       |
| 701                                          | 702         | 1992年4月24日  | 350形      | 361+360    |
| 703                                          | 704         | 1992年7月28日  | 350形      | 359+358    |
| 705                                          | 706         | 1992年11月21日 | 500形      | 501+502    |
| 707                                          | 708         | 1993年2月13日  | 500形      | 503+504    |
| 709                                          | 710         | 1993年5月17日  | 500形      | 505+506    |